# Första liberianska inbördeskriget
Första liberianska inbördeskriget var en konflikt i Liberia som varade 1989 till 1996.

## Bakgrund
Samuel Doe hade tagit makten i en kupp mot  William R. Tolbert 1980 och blivit den första liberianska presidenten med icke anglo-liberianskt ursprung. Doe etablerade en militärregim kallad People's Redemption Council och fick initialt stöd av en stor del av den liberianska ursprungsbefolkningen, vilka varit exkluderade från makten sedan landet grundades 1847 av befriade amerikanska slavar. Men hoppet om att Doe skulle ändra styret i Liberia kom snabbt på skam. Han agerade brutalt mot oppositionen. Han styrde diktatoriskt fram till 1984 då ett provisoriskt parlament tillsattes. På grund av Samuel Does oro över en kupp mot honom så försvann allt hopp om ett förändrat Liberia under hans regim. Doe lovade dock att återgå till demokrati och vann precis valet år 1985, valet var dock väldigt ifrågasatt av internationella valövervakare. Trots det parlament som insatts 1984, så fortsatte Doe att härska enväldigt. 
På grund av hans paranoia så gjorde han snart attack mot Gio och Mano, efter att han försvarat sig mot en kupp av en före detta general i hans armé, därför att han trodde att majoriteten av de som planerade statskupper fanns där. Det här angreppet förargade stora delar av befolkningen men främst de utsatta stammarna. Vid det här laget fanns det mycket spänning i Liberia och vid det här laget så samlade en Charles Taylor en mängd rebeller runt sig, mestadels från Gio och Mano stammarna, och de invaderade Liberia på julafton 1989. Under invasionen så ställde sig lokalbefolkningen i det attackerade områdena på Taylors sida och reste sig mot den liberianska armén. Vid mitten av 1990 styrde National Patriotic Front of Liberia (NPFL) största delen av landet men en mindre grupp av NPFL ledda av Prince Johnson som kallade sig för Independent National Patriotic Front of Liberia (INPFL) styrde området kring huvudstaden, Monrovia. Senare efter att Doe blivit störtad så anslöt sig Johnson till ECOWAS (Economic Community of West African States) och tillsammans bildade de Interim Government of National Unity (IGNU). 1995 skrev IGNU och NPFL ett fredsfördrag som skulle försök uppnå fred och skapa ett demokratiskt regim i Liberia. Dock så började en grupp som fortfarande stötte Doe, ULIMO (united liberian movement of liberian democracy) och NPFL strida i Monrovia igen. Detta ledde till att många evakuerades och att stora delar av staden förstördes.
Många etniska grupper började att slåss efter invasionen 1989 och när ECOMOG satte in en övergångsregering i landet på grund av Does oförmåga att fortsätta styra, så satte sig de båda största parterna, NPFL och INPFL, upp mot detta och vägrade acceptera ECOMOG:s avtal. Ungefär vid samma tid så lyckades INPFL tillfångata Samuel Doe och de torterade honom till döds, och efter detta blev allmänt känt utropade sig både Charles Taylor och Prince Johnsson till nytt statsöverhuvud detta skapade intensiva strider i omkring två år till men när sedan INPFL splittrades så försöktes man uppnå fred med en stor mängd fredsavtal och vapenvilor som de flesta bröts av NPFL men när man lyckades få en långvarig vapenvila mellan de olika parterna år 1996, så arrangerades ett val där man enades demokratiskt att tillsätta Taylor som ny president. Detta slutade även stridandet i Liberia för tillfället delvis på grund av det nya presidentskapet men även på grund av avväpningen av diverse militäriska grupper.

## Efterspel
Liberia röstade på Taylor i hopp om att han skulle sätta ett stopp för blodbadet. Han lyckades minska intensiteten i våldet, men det upphörde inte. Då och då flammade våldsamma konflikter upp även efter att kriget formellt avslutats. Taylor anklagades för att stödja gerillor i näraliggande länder och för att kanalisera pengar från diamantförsäljning till vapen för de rebellarméer som han stödde, och till lyxvaror för honom själv. Efter Taylors seger var landet ändå tillräckligt fredligt för att flyktingarna skulle börja återvända. Men andra ledare tvingades att lämna landet och några av ULIMO-styrkorna reformerade sig till Liberians United for Reconciliation and Democracy (LURD).  

## Krigets effekter
Liberias första inbördeskrig, 1989-1996, var ett av Afrikas blodigaste och mer än 200 000 liberianer dog under striderna. Dessutom blev ungefär en miljon flyktingar, som sökte sin tillflykt till flyktingläger i näraliggande länder. Hela byar tömdes då folk flydde. 

## Externa webbsidor
- The Liberian peace process Accord Magazine Online issue with articles, chronology and text of agreements
- Age old Tribal bloodlust: Curse of Africa